# Britonski jezici
Britonski jezici, ogranak od tri keltska jezika kojima danas govori nekoliko manjih naroda na području Ujedinjenog Kraljevstva i Francuske te nešto iseljenih u prekomorskim zemljama. 
Njegovi predstavnici su: bretonski [bre], 500.000 u Francuskoj; kornijski [cor] (Ujedinjeno Kraljevstvo), 500; i velški [cym] 508.000  (1991 popis)u Ujedinjenom Kraljevstvu, te nešto u Argentini (25.000; 1998 A. Leaver), Kanadi i SAD-u.

## Vanjske poveznice
- Ethnologue (14th)
- Ethnologue (15th)